# Chatsworth (Südafrika)
Chatsworth ist eine Ortschaft südlich des Zentrums von Durban in der Provinz KwaZulu-Natal in Südafrika. Chatsworth gehört zur Metropolgemeinde eThekwini.

## Lage und Siedlungsstruktur
Chatsworth liegt 14 Kilometer südwestlich von Durban. Es liegt in einem Tal zwischen den Flüssen Umhlatuzana im Norden und Umlazi im Süden, zudem grenzt es an das Township Umlazi.
Mit Zensus 2011 hatte Chatsworth 196.580 Einwohner bei 54.497 Haushalten und ist damit einer der größten Vororte von Durban. Davon waren 52 % weiblich und 48 % männlich. Die Einwohner waren zu 60 % asiatischer Abstammung und zu 38 % Schwarze. Für 63 % der Einwohner war Englisch die Erstsprache, für 26 % isiZulu und für 6 % isiXhosa.
Die bevölkerungsreichsten Siedlungsteile der Ortschaft Chatsworth sind deren zwei südlichste Siedlungsteile Lamontville und Welbedacht, welche an Umlazi angrenzen.
Sehenswürdigkeiten sind der Hare Krishna Tempel, der Shri Vishnu Tempel, das Chatsworth Centre und das nördlich an den Fluss Umlazi (sowie an das Township Umlazi) angrenzende 220 Hektar große Silverglen Nature Reserve mit dem Umlaas Damm, in welchem 150 Vogelarten und 120 Baumarten nachgewiesen wurden.

## Geschichte
Chatsworth wurde ab den 1950er Jahren als indisches Township gegründet und es entwickelte sich in den 1960er Jahren bis in die frühen 1970er eine eigene Identität als indisches Siedlungsgebiet. Offiziell gegründet wurde Chatsworth 1964 und hatte zu dieser Zeit elf Siedlungsteile. Chatsworth sollte als Pufferzone zwischen der Wohngebiete der Weißen und dem großen Township Umlazi der Schwarzen Bevölkerung, im Süden von Chatsworth, fungieren.